# Zwille

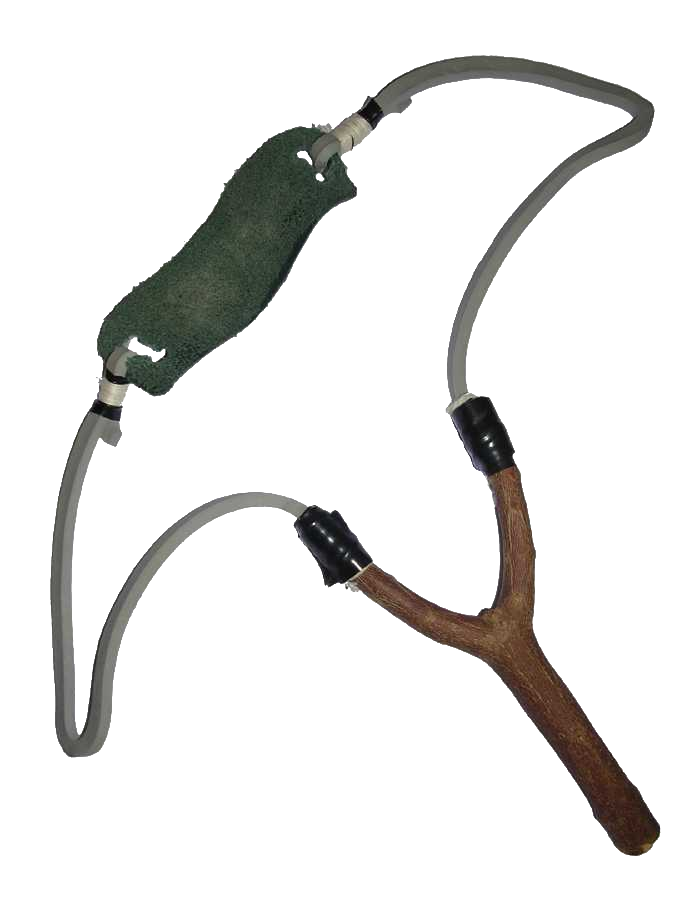
Zwille

Die Zwille (auch Zwackel, Zwuschel, Flitsche, Fletsche, Zwistel, Zwiesel, Zwischperl, Kartzi, Schlatsche, Kreuzbergschleuder, Spatzenschießer, Zwockel, Gambel, Schlatte, Schplick,  Steinschleuder oder einfach Schleuder) ist eine einfache mechanische Waffe.
Die Zwille wird oft als Schleuder bezeichnet, aber sie ist nicht identisch mit der echten Schleuder, einer antiken Waffe, die nicht gespannt wird, sondern durch schnelle Drehbewegungen ein Geschoss beschleunigt. Nach biblischen Überlieferungen besiegte David den Riesen Goliat mit einer Schleuder, nicht mit einer Zwille.
Trotz ihrer Einfachheit existieren Zwillen erst seit dem 19. Jahrhundert, da erst die 1839 erfundene Vulkanisation von Kautschuk ihre Herstellung ermöglichte.

## Selbstbau

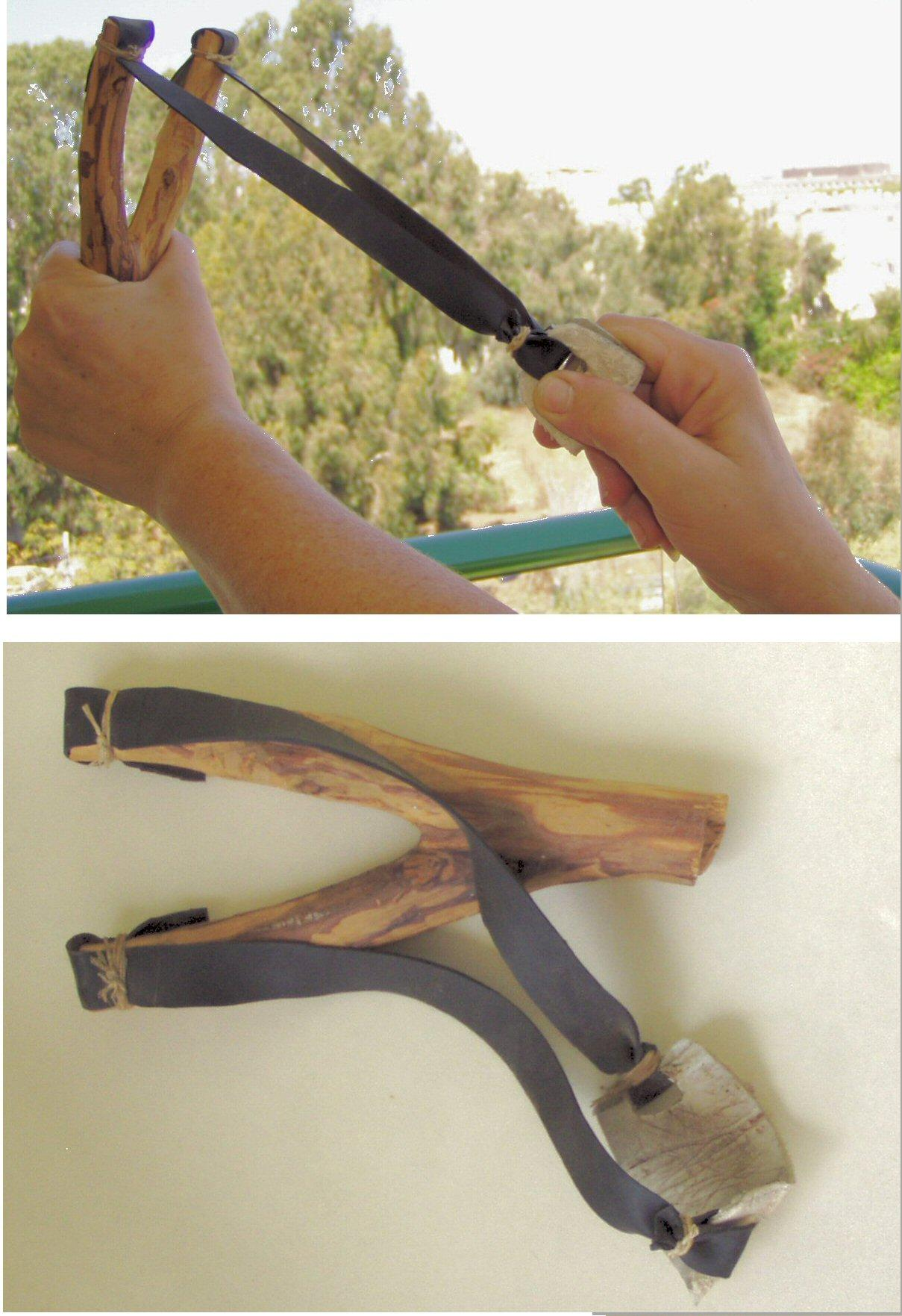
Zwille im Gebrauch

Bis heute ist es unter Kindern und Jugendlichen beliebt, Zwillen selbst zu bauen. Hauptstück ist eine möglichst symmetrische Astgabel. Am besten stehen die Äste in einem Winkel zwischen 40° und 60° zueinander. Besonders geeignet sind Astgabeln des Haselstrauches, der Rotbuche und der Eiche, denn das Holz dieser Pflanzen ist fest, aber nicht spröde.
Zwischen den beiden Ästen wird elastisches Material befestigt. Für einfache Zwillen sind dafür zum Beispiel alte Fahrradschläuche und Einkochglasgummis geeignet, weil sie einerseits dehnbar und reißfest und andererseits leicht erhältlich sind. Materialien, die sich um das 6- bis 8fache dehnen lassen, liefern jedoch weit bessere Resultate (etwa Spanngummis, wie sie im Flugmodellbau Verwendung finden). In der Mitte des Gummis wird ein Stück härteres Material eingesetzt (etwa ein Stück reißfestes Leder), um die Munition zu halten und den Gummi besser spannen zu können.
Mitte bis Ende der 1970er-Jahre kamen kommerzielle, aus Stahl gefertigte Zwillen mit deutlich stärkeren Gummizügen auf.
Als Munition können verschiedene Materialien in der richtigen Größe verwendet werden, beispielsweise Steine, Metall, Glas und Ähnliches.
Die Primitivform einer Zwille besteht aus einem einfachen Gummiband, das über zwei Fingerspitzen gespannt wird und mit dem man Papierkrampen verschießt, also eng zusammengerollte Papierzettel, welche zu einem Winkel geknickt wurden.

## Spielgerät
Die Spielwissenschaftler Siegbert A. Warwitz und Anita Rudolf beschreiben Bauweisen und Spielformen verschiedener historisch bis zu den Naturvölkern, etwa in Nordostafrika, in der Südsee und in den Anden zurückverfolgbaren Steinschleudern und „Steinschleuderspiele“, die dort in spielerischem Zeitvertreib und in Wettspielen, aber auch bei der Beweidung von Ziegen und Schafen und als Jagdwerkzeug zum Einsatz kamen. Sie warnen allerdings ausdrücklich davor, die im Nachkriegsdeutschland noch bei Kindern und Jugendlichen sehr beliebten, selbst hergestellten und problemlos betriebenen Zwillenspiele, die inzwischen auch als perfektionierte gefährliche Präzisionswaffen im Handel erhältlich sind, ohne entsprechende strenge Sicherheitsvorkehrungen in der Gegenwart zu praktizieren: „Es wird in unserer dicht besiedelten Umwelt und unserer aggressiver werdenden Gesellschaft jedoch immer schwieriger, den Spielcharakter und den Rahmen des sozial Verträglichen für das attraktive Schleudern zu garantieren.“ In Konsequenz dieser Tatsache wurden für den Gebrauch dieser Spielgeräte in öffentlichen Räumen zudem in neuerer Zeit (2002 und 2004) verschärfte rechtliche Rahmenbedingungen erlassen, die es zu beachten gilt.
In seinem Roman „Die Zwille“ greift der Schriftsteller Ernst Jünger auf seine hannoverschen Schuljahre zurück und unterzieht die eigene Jugendphase mit ihren Gefährdungen der Gymnasiasten in der wilhelminischen Kaiserzeit einer eingehenden Betrachtung. Im Handlungsgeschehen der Schülergeschichte und in der gesellschaftlichen Situation am Vorabend des Ersten Weltkriegs bekommt das Spielgerät Zwille nicht nur eine rein spielerische, Jugendstreichen dienende, sondern als „archaische Waffe“ auch eine symbolische Bedeutung für die lautlosen Machtkämpfe in der Stadt, einer „kaschierten“ Gewaltausübung, die der Rezensent Pierre Bourdieu als „symbolische Gewalt“ bezeichnet. Für die Romanfigur Teo findet mit dem Verfügen über eine Zwille, die Macht verleiht, auch eine Initiation in die männliche Erwachsenenwelt statt. Sie verbildlicht in einer Atmosphäre der Kämpfe und Waffen eine Potenz, mit der er seinen Machtanspruch behaupten kann: „Teo dachte an eine Waffe, die weithin trug und keine Spuren hinterließ. Armbrüste, Pfeil und Bogen, Pistolen schieden damit aus. Am besten wäre eine Zwille, wie die Jäger sie benutzten.“

## Sportgerät

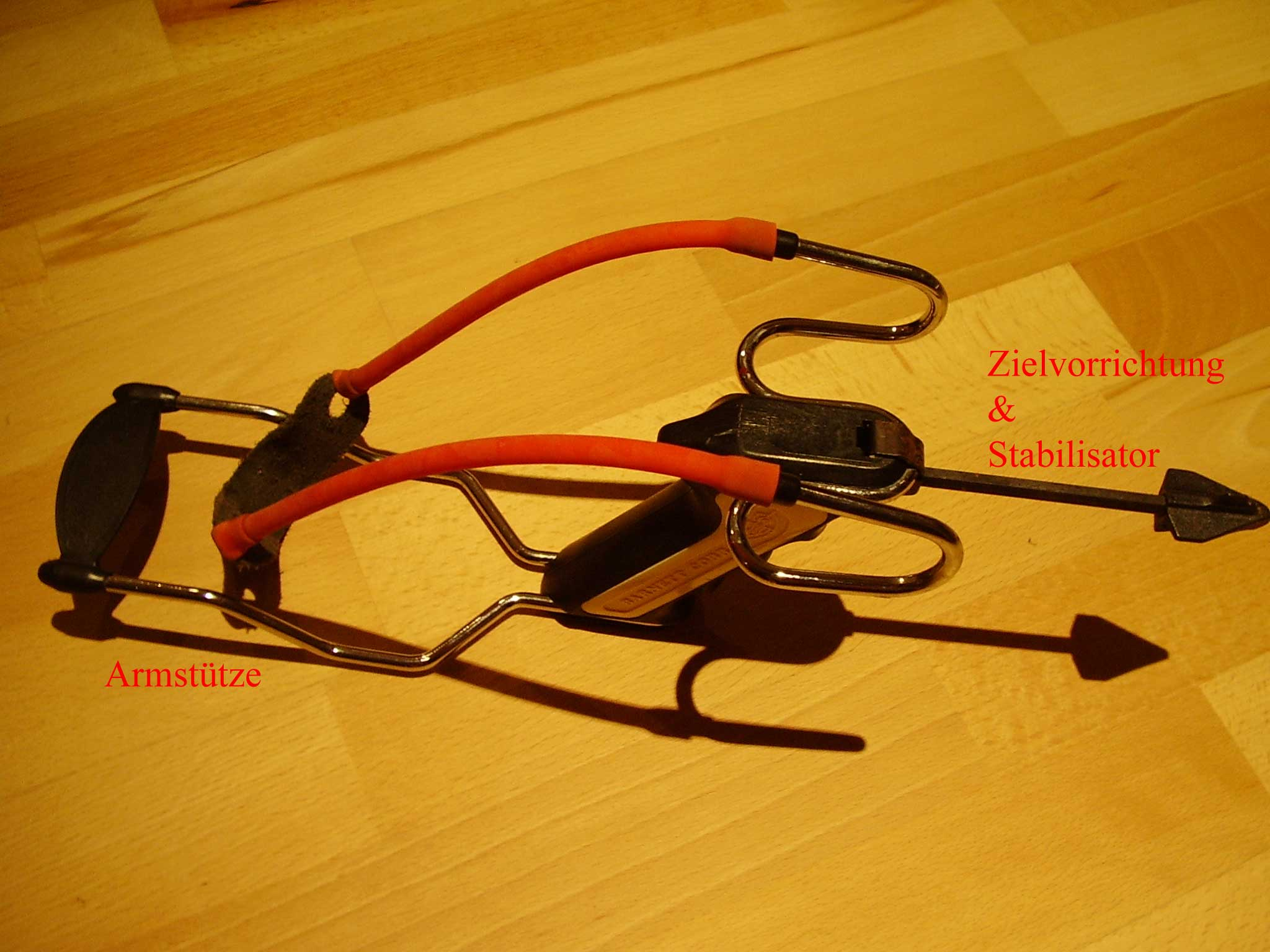
Präzisionszwille mit Armauflage

Die Zwille wird, ähnlich wie der Bogen, im Sport verwendet. Hier kommen allerdings keine Konstruktionen aus Astgabeln und Fahrradschläuchen zum Einsatz, sondern handwerklich hergestellte Zwillen aus Leichtmetall, Kunststoff oder Sperrholz. Die Gummis sind meistens in Schlauchform oder auch aus Flachgummi. Moderne Sportzwillen können über Armstützen und Stabilisatoren in Antennenform verfügen, die in Deutschland aber verboten sind. In Deutschland gibt es keine Meisterschaften, doch in anderen Ländern, z. B. Spanien und Amerika, ist das Schleuderschießen eine beliebte Sportart mit Meisterschaften und Vereinen.
Beim Angeln kann die Zwille ihren Zweck beim Anfüttern an weit entfernten Angelpunkten erfüllen (insbesondere mit Kartoffeln oder Boilies). Ein ähnliches Gerät wird als Madenschleuder bezeichnet. Diese wird in der Sportfischerei verwendet und ähnelt vom Aufbau her einer Zwille mit einer körbchenförmigen Erweiterung im Schleudergummi. Sie wird dazu verwendet, um Maden zur Anfütterung von Fischen über ein Gewässer zu schleudern. In einigen Ländern zählt die Madenschleuder wie die Zwille zu den Waffen. Der Erwerb ist an bestimmte Voraussetzungen geknüpft.
Als Munition werden beim Sport keine Steine verwendet. Geschosse aus Kunststoff, Keramik und Metall sind hier verbreitet. Ein typisches Stahlgeschoss hat einen Durchmesser zwischen 8 und 14 mm.

## Arbeitsgerät
Eine Methode für Baumkletterer (die Baumpflegearbeiten vornehmen oder Tannenzapfen ernten) besteht darin, mit einer Zwille ein dünnes Wurfseil über einen stabilen Tragast im Baum zu schießen. Dieses Wurfseil dient anschließend dazu, ein dickeres Steigseil nach oben zu ziehen, an dem der Kletterer in den Baum gelangen kann. In ähnlicher Weise kann eine Zwille auch für das Aufhängen von Drahtantennen verwendet werden. Für diesen Zweck werden im Handel spezielle Zwillen mit daran befestigter Angelrolle und Gewichten angeboten.
Die Feuerwehr schießt Seile mit einem kleinen Säckchen über Hausdächer oder Schwimmleinen über Wasser- und Eisflächen.

## Waffe
Das Leach-Katapult, eine überdimensionierte Zwille mit einer Gesamtlänge von 2,1 m, wurde im Ersten Weltkrieg von der British Army kurzzeitig als Behelfslösung eingesetzt, um im Grabenkrieg Granaten weiter als mit der Hand werfen zu können.

## Flugzeugmodellbau
Zwillen können auch zum Start von Flugmodellen verwendet werden (Katapultstart). Eine weitere, eher spielerische Anwendung ist das Verschießen von Pfeilen, welche mit Leuchtdioden ausgestattet sind und nach vollbrachtem Flug nach dem Prinzip der Autorotation landen. Solche Pfeile werden zweckmäßigerweise senkrecht abgeschossen.

## Physikalische Grundlagen
Die kinetische Energie der mit einer Zwille geschleuderten Teile und damit deren Aufprallkraft und ballistische Flugweite hängen besonders von der beim Ziehdehnen ausgeübten Kraft und dem Elastizitätsfaktor (Schnellkraft) des Schleudersträngematerials sowie von der Größe, dem spezifischen Gewicht und dem Oberflächenwiderstandsbeiwert des Schleuderteilmaterials ab.

## Aktuelle Rechtslage
Mit einiger Übung wird die Zwille zu einer zielsicheren und sehr gefährlichen Waffe, mit der weitaus schwerere Verletzungen hervorgerufen werden können als etwa mit Luftgewehren.
Nach dem Waffengesetz in Deutschland sind Schleudern mit Armstützen und vergleichbaren Vorrichtungen bei Strafe verboten. Selbst Schleudern, bei denen eine Montage einer Armstütze nur vorgesehen ist (Anlage 2 Abschnitt 1 Nr. 1.3.7 in Verbindung mit Anlage 1 Abschnitt 1 Unterabschnitt 2 Nr. 1.3), zählen zu den verbotenen Gegenständen.
Im aktuellen Waffengesetz (11. Oktober 2002, Änderungen 19. Dezember 2002 und 10. September 2004, Berichtigung 19. September 2003) wird die zuvor enthaltene Begrenzung auf 23 Joule nicht mehr erwähnt (ebenfalls Anlage 2 Abschnitt 1 Nr. 1.3.7 in Verbindung mit Anlage 1 Abschnitt 1 Unterabschnitt 2 Nr. 1.3), damit gibt es keine Leistungsbegrenzung (Begrenzung der Spannenergie) mehr für Schleudern in Deutschland.

## Sonstiges
Eine zentrale Rolle spielt die Waffe in Ernst Jüngers Roman Die Zwille (1973). Eine Hauptfigur in den Comics von Gerhard Seyfried trägt den Namen Zwille.
Der außerordentlich geübte Umgang mit der Zwille durch die Figur Thekla in der Kinderserie Der kleine Ritter Trenk ist ein wiederkehrendes Element der Geschichte, jedoch vor dem mittelalterlichen Hintergrund ein Anachronismus.